# Altglietzen

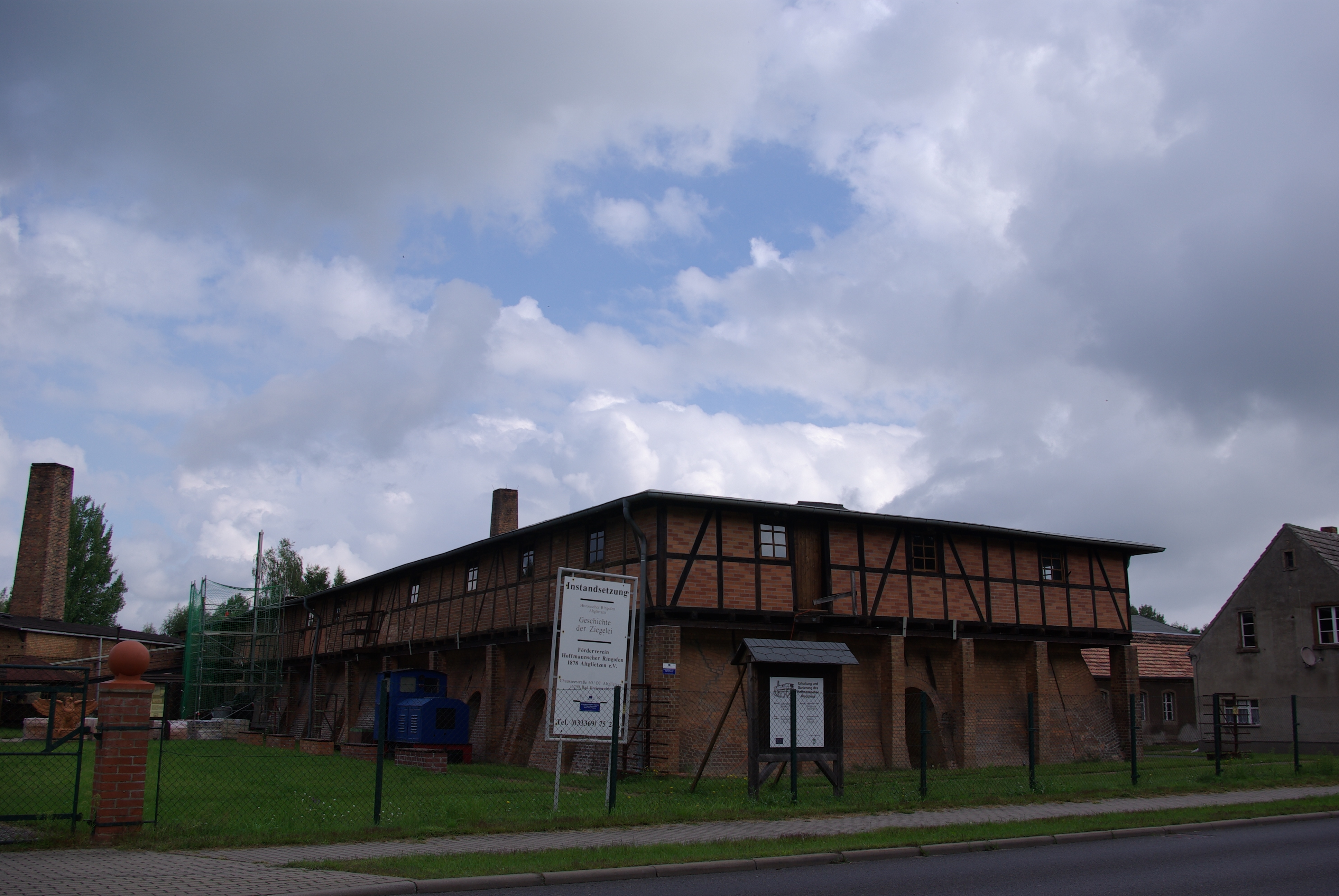
Ringofen der Ziegelei

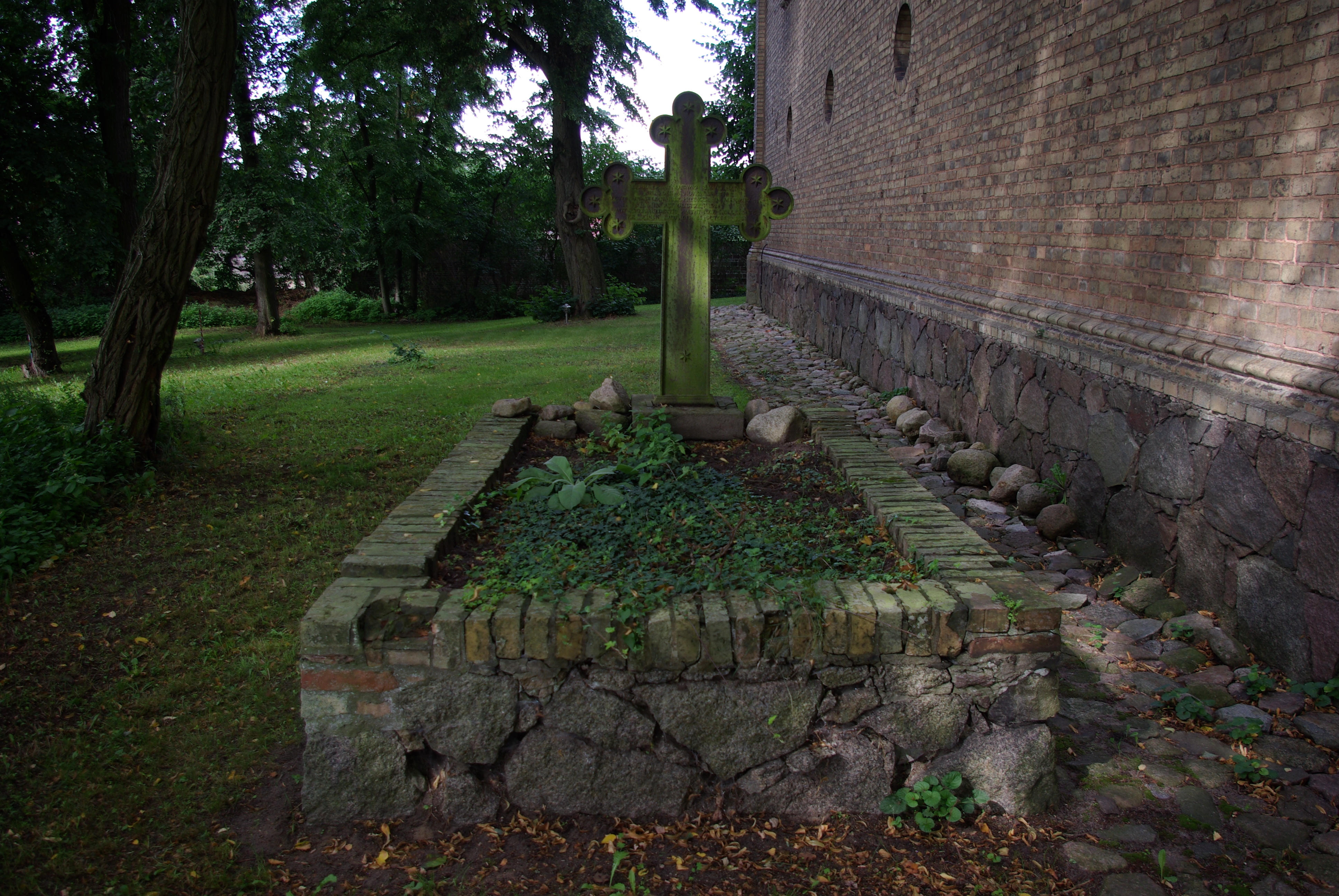
Grab von Ernst Ludwig Zimmermann direkt an der Kirche

Altglietzen ist ein Straßendorf, das heute zur Stadt Bad Freienwalde (Oder) im brandenburgischen Landkreis Märkisch-Oderland in Deutschland gehört.

## Geographische Lage
Das Dorf liegt an der Bundesstraße 158, etwa neun Kilometer nördlich von Bad Freienwalde. Der Haltepunkt Altglietzen lag an der Bahnstrecke Freienwalde–Zehden.

## Geschichte
Im Bereich der Gemeinde wurden jungsteinzeitliche Felssteinbeile gefunden, die eine Siedlung um diese Zeit belegen. Weitere Spuren einer Besiedlung des Gebietes um Altglietzen wurden aus der Eisenzeit und der slawischen Zeit gefunden.
Urkundlich erwähnt wurde Altglietzen das erste Mal im Jahre 1337. In der Mitte des 14. Jahrhunderts gelangte das Dorf an die Familie Uchtenhagen. Im Jahre 1758 wurde das Dorf Neuglietzen gegründet, ab da wurde der Name Altglietzen gebräuchlich. 1837 wurde der jetzige Friedhof angelegt, 1856 die Kirche errichtet. Nachdem in der Nähe von Altglietzen im 19. Jahrhundert Ton gefunden wurde, wurden zwei Ziegeleien errichtet.
Altglietzen gehörte zu den wenigen Orten westlich der Oder, die zur Neumark gehörten und zwar zum Landkreis Königsberg Nm. Nach dem Zweiten Weltkrieg kam Altglietzen zum Land Brandenburg und nach der Kreisreform zum Bezirk Frankfurt (Oder).

## Bevölkerung
| Jahr | Einwohner |
| ---- | --------- |
| 1875 | 740       |
| 1890 | 831       |
| 1910 | 859       |
| 1925 | 685       |
| 1933 | 704       |
| 1939 | 738       |

| Jahr | Einwohner |
| ---- | --------- |
| 1946 | 674       |
| 1950 | 725       |
| 1964 | 653       |
| 1971 | 604       |
| 1981 | 509       |
| 1985 | 499       |

| Jahr | Einwohner |
| ---- | --------- |
| 1989 | 499       |
| 1990 | 500       |
| 1991 | 481       |
| 1992 | 504       |
| 1993 | 504       |
| 1994 | 514       |

| Jahr | Einwohner |
| ---- | --------- |
| 1995 | 507       |
| 1996 | 524       |
| 1997 | 528       |
| 1998 | 531       |
| 1999 | 520       |
| 2000 | 530       |

| Jahr | Einwohner |
| ---- | --------- |
| 2001 | 532       |
| 2002 | 530       |
| 2012 | 458       |
| 2017 | 443       |

Gebietsstand des jeweiligen Jahres
Am 30. Juni 2011 hatte Altglietzen 458 Einwohner.

## Baudenkmale

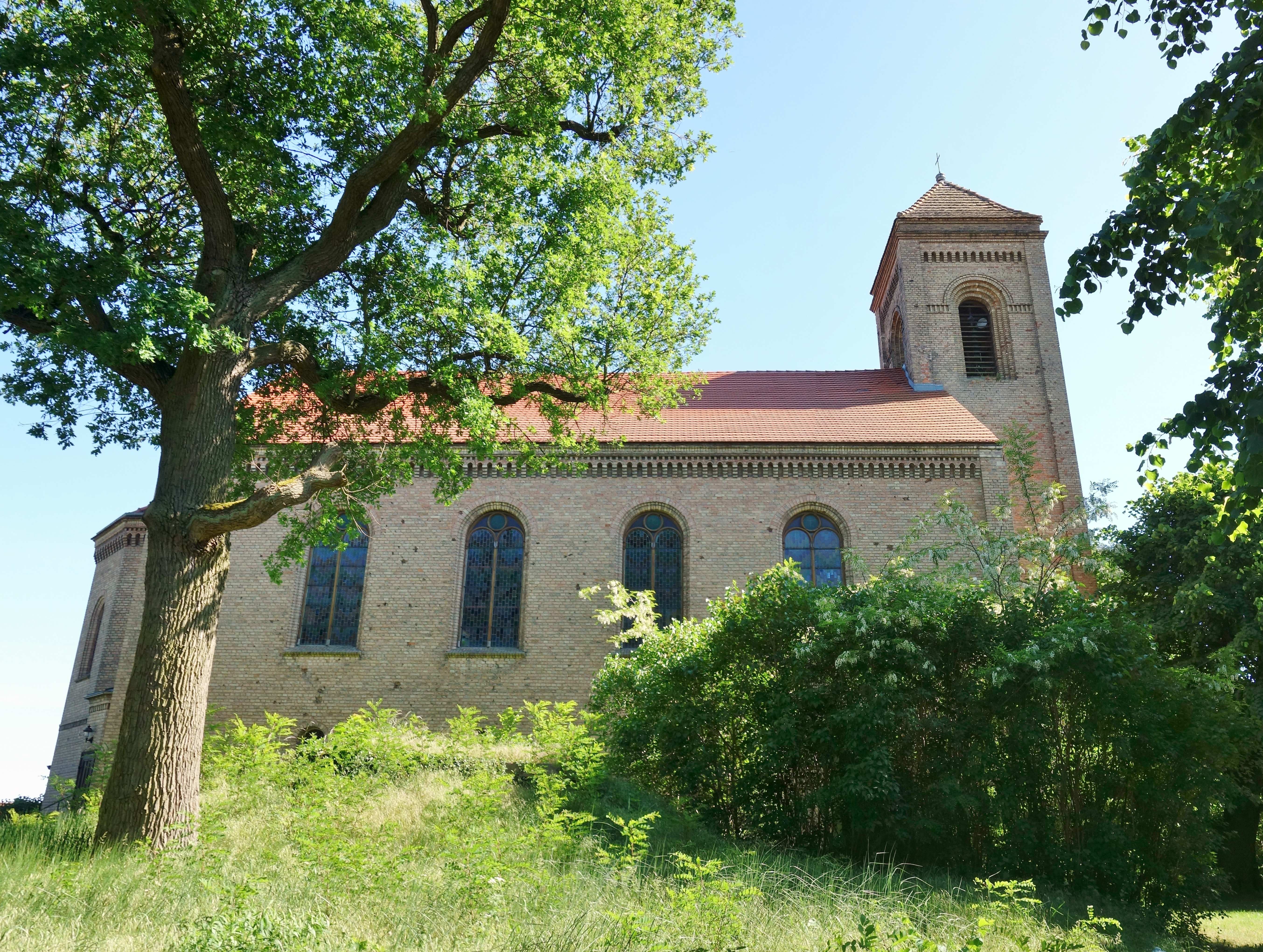
Dorfkirche

Die Kirche, das Pfarrhaus und der Ringofen der Ziegelei stehen unter Denkmalschutz.
Die Kirche von Altglietzen liegt etwas erhöht in der Mitte des Ortes südlich der Chausseestraße. Die Kirche wurde, nachdem der Vorgängerbau baufällig geworden war, im Jahre 1855 errichtet. Am 30. Januar 1856 wurde die Kirche eingeweiht. An der Südseite der Kirche befindet sich ein Grabmal für den Pfarrer Ernst Ludwig Zimmermann, der im Jahre 1831 gestorben ist.
Das Pfarrhaus liegt östlich der Kirche. Das jetzige Haus wurde 1782 errichtet.
An der Chausseestraße, der Bundesstraße 158, befindet sich die Ziegelei Hietzig. Errichtet wurde die Ziegelei im Jahre 1871, der Hoffmannsche Ringofen wurde 1878 erbaut.